# Angelo Dundee
Angelo Dundee właśc. Angelo Merena (ur. 30 sierpnia 1921 w Filadelfii, zm. 1 lutego 2012 w Tampa) – amerykański trener bokserski, prowadził piętnastu mistrzów świata.
Karierę trenerską rozpoczął w końcu lat 40. XX wieku w Nowym Jorku. Pierwszym mistrzem świata, którego trenował był Carmen Basilio. Po przeniesieniu się do Miami Beach w 1960 rozpoczął współpracę z Muhammadem Alim, która trwała do jego ostatniej walki w 1981. Równocześnie trenował mistrzów Jimmy'ego Ellisa, Luisa Rodrígueza, Sugara Ramosa, Williego Pastrano i Ralpha Dupasa. W 1976 rozpoczął współpracę z Sugarem Rayem Leonardem doprowadzając go do trzech tytułów mistrza świata. U schyłku kariery służył pomocą George'owi Foremanowi.
W roku 1992 został przyjęty do Międzynarodowej Galerii Sław Boksu.